# Ivo Banac
Ivo Banac (Dubrovnik, 1. ožujka 1947. – Zagreb, 30. lipnja 2020.), bio je hrvatski povjesničar, pisac i političar, predsjednik Liberalne stranke.

## Životopis
Ivo Banac rodio se u Dubrovniku 1947. godine. Ime je dobio po djedu, koji je u Janjini bio općinski liječnik i koji je na Pelješcu, vjeruje se, utjecao na srpskokatoličko raspoloženje. Godine 1959., s majkom emigrira u SAD, kako bi se obitelj opet ujedinila (otac je otišao u SAD 1947. godine). U New Yorku pohađa gimnaziju Loyola, a potom studira i diplomira (1969.) na Sveučilištu Fordham. Magistrirao je (1971.) i doktorirao (1975.) na poslijediplomskom studiju iz povijesti na Sveučilištu Stanford, Kalifornija. Od 1977. do 2009. godine predavao je povijest Istočne i Jugoistočne Europe na Sveučilištu Yale, New Haven, Connecticut, gdje je umirovljen kao profesor emeritus na katedri vezanoj uz posebnu zakladu koja nosi ime Bradford Durfee. Od 1994. do 1999. godine također je djelovao kao redoviti profesor povijesti na katedri vezanoj uz posebnu zakladu na Srednjoeuropskom sveučilištu u Budimpešti (University Professor), gdje je upravljao i Institutom za Jugoistočnu Europu. Od 2008. godine redoviti je profesor na Odsjeku za povijest Filozofskog fakulteta Sveučilišta u Zagrebu, a od 1990. godine dopisni član HAZU.
Preminuo je 30. lipnja 2020. godine, nakon teške bolesti. Ispraćen je na groblju sv. Mihajla u Dubrovniku, 6. srpnja 2020. godine.

## Politička karijera
U siječnju 2003. godine, na 3. redovitom izbornom saboru Liberalne stranke (LS), izabran je za predsjednika stranke, pobijedivši u drugom krugu dotadašnjeg predsjednika Zlatka Kramarića. Banac se zalagao za ujedinjenje stranke s HNS-om i Liberalnim demokratima. Bio je predsjednik Liberalne stranke do 2005. godine, kada vodstvo stranke preuzima Zlatko Kramarić, nakon čega Banac napušta stranku.

## Djela
- The National Question in Yugoslavia: Origins, History, Politics, Cornell University Press, Ithaca, 1984. (Hrvatsko izd. Nacionalno pitanje u Jugoslaviji: porijeklo, povijest, politika, Globus, Zagreb, 1988., Durieux, Zagreb, 1995.)
- With Stalin Against Tito: Cominformist Splits in Yugoslav Communism, Cornell University Press, Ithaca, 1984. (Hrvatsko izd. Sa Staljinom protiv Tita: informbiroovski rascjepi u jugoslavenskom komunističkom pokretu, Globus, Zagreb, 1990.)
- Grbovi: biljezi identiteta, Grafički zavod Hrvatske, Zagreb, 1991.
- Hrvatsko jezično pitanje, Društvo hrvatskih književnika, Zagreb, 1991.
- Dubrovački eseji, Matica hrvatska, Dubrovnik, 1992.
- Protiv straha: članci, izjave i javni nastupi, 1987. – 1992., Slon d.o.o., Zagreb, 1992.
- Cijena Bosne: članci, izjave i javni nastupi, 1992. – 1993., Europa danas, Zagreb, 1994. (2. prošireno izdanje, Vijeće kongresa bošnjačkih intelektualaca i Bosanski kulturni centar, Sarajevo, 1996.)
- Srbi u Hrvatskoj jučer, danas, sutra, (urednik), Hrvatski helsinški odbor za ljudska prava, Zagreb, 1998.
- Raspad Jugoslavije: eseji o nacionalizmu i nacionalnim sukobima, Durieux, Zagreb, 2001.
- Protiv Močvare, Buybook, Sarajevo, 2003.
- Acta turcarum: zapisi s putovanja po Turskoj, Durieux, Zagreb, 2006.
- Hrvati i crkva: kratka povijest hrvatskog katoličanstva u modernosti, Profil knjiga/Svjetlo Riječi, Zagreb/Sarajevo, 2013.

## Nagrade i priznanja

### Nagrade
- 1984.: Nagrada Wayne S. Vucinich (za najbolju sjevernoameričku knjigu iz područja rusko i istočnoeuropskih studija objavljenu 1984. godine: The National Question in Yugoslavia: Origins, History, Politics)[12]
- 1990.: Nagrada Josip Juraj Strossmayer (za najbolju knjigu iz društvenih znanosti objavljenu u Hrvatskoj 1990. godine: Sa Staljinom protiv Tita: Informbirovski rascjepi u jugoslavenskom komunističkom pokretu)[12]

### Priznanja
- 2004.: Počasni građanin Sarajeva[12][13][14]

## Ocjene
| „                  | Hrvatska i Banac razumijevali su se mnogo lošije nego Banac i Amerika. Dok je Amerika otvorila vrata jugoslavenskom emigrantu i klasnom neprijatelju, omogućivši mu da postane relevantni tumač suvremene jugoslavenske i hrvatske povijesti, nove-stare hrvatske elite u posljednjih su tridesetak godina nastojale zatvoriti baš sva vrata renomiranom profesoru s Yalea, koji je svojim znanjem i iskustvom ustrajno i do samoga kraja nastojao promijeniti hrvatski politički, društveni i nadasve znanstveni život. | ” |
| — Višnja Starešina | |   |

## Vanjske poveznice
- Banac, Ivo Hrvatska enciklopedija
- Večernji list - biografije: Ivo Banac
- Alexander Buczynski. Ožujak 1999. Intervju - prof. dr. Ivo Banac Povijesni prilozi. Sv. 17, br. 17
- Ivo Banac. Rujan 1995. O opoziciji Politička misao. Sv. 32, br. 3-4